# OpenEXR
OpenEXR은 ILM에서 개발한 HDR 이미지 포맷이다. 자유 소프트웨어 라이선스로 공개되었다. 채널당 16비트 이상의 컬러를 사용할 수 있으며, 비손실 압축 기법을 지원한다. 2003년 발표되었고, 주로 영화업계에서 사용되고 있다.
이것은 잠재적으로 다른 픽셀 크기의 다중 채널을 지원하는 것은 주목할만한 특징이다. 또한 임의의 채널을 가질 수 있으며 왼쪽 및 오른쪽 카메라 이미지와 같은 여러 시점을 인코딩할 수 있기에 입체적인 기술을 지원하는 그래픽 포맷이다.
예를 들면, 기존의 이미지 처리에서는 컬러에 대한 정보만을 주로 다루었지만, 조지 루카스는 이미지 정보에 컬러 뿐만 아니라, 현장 요구에 부응하는 알파채널이나 카메라 앵글에 대한 정보를 담는 파일 포맷을 필요로 했고 이를 개발해냈다.

## 기술
EXR 형식의 완전한 기술적인 소개는 무료로 OpenEXR.org 공식 웹 사이트에서 제공되는데, 이러한 기술의 혜택 뿐만 아니라 수정 및 변형을 통한 커스터마이징이 가능하다.

## OpenEXR로 개발하기
OpenEXR 라이브러리는 C++ 로 개발되었으며 마이크로소프트 윈도우, macOS 및 리눅스 용 소스 형식 및 컴파일된 형식으로 사용할 수 있다. 라이브러리를 위한 파이썬 바인딩도 사용할 수 있다.
2006년 6월 8일에 릴리스된 버전 1.3.0부터는 OpenEXR에 다중 스레드 읽기 및 쓰기 기능이 추가되었다. 다중 스레드 읽기 및 쓰기는 다중 코어 또는 CPU가 있는 시스템의 성능을 향상시키는데, 이것이 의미하는 바는 렌더링 시에 베오울프같은 병렬 처리 슈퍼컴퓨팅을 이용하는데 최적화된다. OpenEXR은 스레드 풀(thread pool)을 사용하여 읽기 및 쓰기를 처리한다.

## 같이 보기
- 하이다이내믹레인지 이미징
- 픽사의 랜더맨

## 참고 문헌
- openEXR